# Daley Sinkgraven
Daley Sinkgraven (* 4. července 1995 Assen) je nizozemský profesionální fotbalista, který hraje na pozici levého obránce za španělský klub UD Las Palmas. Je také bývalým nizozemským mládežnickým reprezentantem.

## Klubová kariéra
Profesionální fotbalovou kariéru zahájil v SC Heerenveen. V lednu 2015 přestoupil do AFC Ajax.

## Reprezentační kariéra
Daley Sinkgraven byl členem nizozemských mládežnických výběrů od kategorie U17 (U17, U18, U19, U21).

## Osobní život
Jeho otcem je bývalý fotbalista Harry Sinkgraven.